# Verbo (revista)
Verbo es una revista fundada en 1962 por Juan Vallet de Goytisolo y Eugenio Vegas Latapie, y publicada en Madrid. Se autodefine como una "revista de formación cívica y de acción cultural, según el derecho natural y cristiano" y ha sido descrita como afín al integrismo católico.

## Presentación
De sensibilidad tradicionalista e inclinada a la defensa de la monarquía tradicional, se reivindica como la continuadora de Acción Española. El historiador Pedro Carlos González Cuevas afirma que "se convirtió en el órgano doctrinal del integrismo católico español". Según José Luis Rodríguez Jiménez, desde su creación ha servido de "aglutinantes de las corrientes integristas, tradicionalistas y carlistas". Muñoz Soro destaca asimismo que sus colaboradores proceden en buena medida de Fuerza Nueva.
Su director actual es Miguel Ayuso, catedrático de Ciencia Política y de Derecho Constitucional en la Universidad Pontificia Comillas de Madrid. 

## Colaboradores destacados

### Colaboradores fallecidos:
- Eugenio Vegas Latapié (1907-1985). Jurista y fundador de la revista Verbo.
- Jaume Bofill Bofill (1910-1965). Filósofo, jurista y empresario.
- Julio Garrido Mareca (1911-1982). Científico.
- Teófilo Urdánoz Aldaz, O.P. (1912-1987). Filósofo y teólogo.
- Álvaro d'Ors (1915-2004). Jurista y romanista.
- Juan Vallet de Goytisolo (1917-2011). Jurista, notario y fundador de la revista Verbo.
- Francisco Elías de Tejada (1917-1978). Jurista y filósofo del derecho.
- Rafael Gambra Ciudad (1920-2004). Filósofo.
- Francisco Canals Vidal (1922-2009). Filósofo, jurista y teólogo.
- Alberto Ruiz de Galarreta (1922-2019). Médico y coronel del ejército español.
- Frederick Wilhelmsen (1923-1996). Filósofo.
- Abelardo Lobato, O.P. (1925-2012). Filósofo y teólogo.

- Victorino Rodríguez, O.P. (1926-1997). Filósofo y teólogo.
- José María Petit Sullá (1940-2007). Ingeniero industrial y filósofo.
- Estanislao Cantero. Jurista y general auditor del ejército español.

### Colaboradores vivos:
- Eudaldo Forment. Filósofo.
- José Miguel Gambra. Filósofo.
- Juan Manuel de Prada. Escritor y filólogo.
- Miguel Ayuso Torres. Jurista, filósofo del derecho, coronel auditor del ejército español y director de la revista Verbo.
- Santiago Cantera Montenegro, O.S.B. Historiador y prior de la Abadía del Valle de los Caídos entre 2014 y 2025.